# Utiles (parti)
L'association Utiles (acronyme de « Ultra-marins, Territoires, Indépendants, Liberté, Écologie et Solidarité ») a été fondée fin mars 2023[pourquoi ?].
Utiles compte notamment, parmi ses membres, le tiers (8 députés sur 24) du groupe parlementaire LIOT.

## Historique

### Fondation
Le mouvement est lancé en mars 2023,. Plusieurs collectifs départementaux étaient déjà lancés à cette date.

### Élections européennes de 2024
Utiles se présente comme « pro-européen », « humaniste » et « attaché aux territoires et aux outre-mer », dans l'arc des modérés du centre-droit au centre-gauche.
En septembre 2023, des discussions ont lieu entre Utiles et la formation régionaliste Régions et peuples solidaires (RPS). Le même mois, Jean-Christophe Fromantin (Territoires en mouvement) (TEM) ont annoncé travailler à composer une liste, nommée « Notre Europe », « enracinée dans les territoires » et faisant largement appel aux élus locaux.
Fin novembre 2023, Bertrand Pancher, président de l'association politique Utiles, et Jean-Christophe Fromantin (Territoires en mouvement) (représentant Notre Europe) annoncent préparer une candidature commune aux élections européennes de 2024 en France[Passage à actualiser].

### Élections législatives de 2024
En juin 2024, Mohamed Sylla candidat sur la troisième circonscription du Bas-Rhin a bénéficié du soutien de Utiles, émanation du groupe parlementaire LIOT de l'Assemblée nationale. Pour sa première candidature, ce syndicaliste a obtenu un score 0,64 %.

## Élus

### Législature 2022-2024
Répartition territoriale des élus : sont indiqués les parlementaires (députés ou sénateurs) membres d'UTILES.

#### Nord-Ouest
(Régions : Hauts-de-France et Normandie) :
Benjamin Saint-Huile, député du Nord

#### Ouest
(Régions : Bretagne et Pays-de-Loire) :
Paul Molac, régionaliste breton, député du Morbihan.

#### Est
(Régions : Grand Est et Bourgogne Franche-Comté) :
Charles de Courson, député de la Marne. Bertrand Pancher, président d'Utiles, ancien député de la Meuse.
Jocelyne Antoine, sénatrice, et Franck Menonville, sénateur, de la Meuse.
Dans le Bas-Rhin :  UTILES  lance sa campagne pour les élections municipales de mars 2026 en présence d’une vingtaine de personnes. Pour les accueillir, Bertrand Pancher, président d’Utiles et ancien député, et Mohamed Sylla, tout nouvellement intronisé président du comité UTILES du Bas-Rhin.
À Schiltigheim, le mouvement Utiles se lance dans le Bas-Rhin avec Mohamed Sylla, président du comité UTILES bas-rhinois.
À Strasbourg , Mohamed SYLLA, président UTILES Bas-Rhin lance le cahier de doléances citoyen et indique " En participant à ce cahier de doléances, vous prenez part activement à la démocratie locale. Vous devenez acteur du changement, en faisant remonter des besoins réels, issus du terrain, vers les décideurs publics. Les contributions permettront de construire un programme pour "Strasbourg 2026", un programme issu du terrain, porté par la parole de celles et ceux qu'on écoute trop peu, voire pas du tout. C’est une manière concrète de reprendre la parole et de dessiner, ensemble, une ville plus juste, plus humaine, plus proche de ses habitants.

#### Sud-Ouest
(Régions : Nouvelle-Aquitaine et Occitanie) :
Pierre Morel-À-L'Huissier, député de la Lozère.

#### Sud-Est
(Régions : Auvergne-Rhône-Alpes ; Provence-Alpes-Côte-d'Azur ; Corse) :
Jean-Félix Acquaviva, Michel Castellani et Paul-André Colombani, députés de Corse.

#### Outre-mer
La mention "Ultra-marins" dans le nom (acronyme) du mouvement Utiles découle de sa forte présence outre-mer :
Olivier Serva, député de Guadeloupe ; Nathalie Bassire, députée de La Réunion ; Stéphane Lenormand, député de Saint-Pierre-et-Miquelon.

## Résultats électoraux

### Élections législatives
| Année | Voix   | %    | Sièges  |
| ----- | ------ | ---- | ------- |
| 2024  | 30 860 | 0,10 | 1 / 577 |